# Iulian Vergov
Iulian Emilianov Vergov (în bulgară Юлиан Емилиянов Вергов; n. 15 iulie 1970, Sofia, Republica Populară Bulgaria) este un actor bulgar. El este cel mai bine cunoscut pentru că a jucat în serialul dramatic Casa de sticlă (2010–2012) și în drama medicală Stolen Life (2017–2019).
Vergov a debutat în teatru în tragedia Romeo și Julieta regizată de Lilia Abadjieva⁠(d) la Teatrul Național Ivan Vazov. Mai târziu a început să joace în filme și a apărut în numeroase filme bulgărești, precum Șivaciki (2007), Misiunea londoneză (2010), Destinații (2017) și V sărțeto na mașinata (2022) și a apărut, de asemenea, în mai multe producții de la Hollywood, precum Captivi în iad (2003), Până la moarte (2007), Al patrulea gen (2014) și Joc murdar (Boyka: Undisputed IV, 2017).

## Educație
Înainte de actorie, Vergov a urmat patru ani de studii de inginerie. În 2001, a absolvit Colegiul de Teatru Liuben Grois din Sofia, unde a studiat actoria la clasa profesoarei Țvetana Maneva⁠(d).

## Carieră
Vergov a debutat pe scena Teatrului Național Ivan Vazov în Romeo și Julieta de William Shakespeare, pusă în scenă de Lilia Abadjieva⁠(d). Celelalte spectacole de teatru ale sale includ Pescărușul și Hamlet la Teatrul Dramatic Lacrima și Râsul, Nunta lui Figaro la Teatrul Orașul Mic din Spatele Canalului, Platonov la Palatul Național al Culturii, Verdictul și Crimă și pedeapsă la Teatrul Sfumato și Capra sau cine este Sylvia? la Teatrul Național Ivan Vazov.
În afară de teatru, Vergov a apărut în diverse producții de televiziune, cum ar fi sitcomul bTV⁠(d) Tea i toi (2002–2008). În 2010, a jucat în serialul dramă Casa de sticlă, unde l-a interpretat pe Nikolai. În 2012, a apărut în rolul domnului Savov în Revolution Z: Sex, Lies and Music, iar între 2017 și 2019, a jucat în serialul de drame medicale Stolen Life de pe Nova. În 2019 și 2020, a fost invitat la emisiunea-concurs Cântărețul cu mască (Маскираният певец). În 2020 și 2021, a interpretat rolul unui judecător în adaptarea bulgară a emisiunii Te cunosc de undeva! (Tu cara me suena).

## Viață personală
Vergov este într-o relație de lungă durată cu partenera său Irina Ialamova. Au o fiică pe nume Alena.

## Premii
În 2015, Vergov a câștigat un premiu Icarus pentru cel mai bun actor în rol secundar pentru rolul lui Boris Sarafov din piesa Teatrului Național Ivan Vazov Conspiratorii din Salonic. În 2021, a câștigat premiul pentru cel mai bun actor la Festivalul Internațional de Film Riviera pentru rolul său din filmul dramatic bulgăresc German Lessons (2020).

## Filmografie

### Film
| An   | Titlu                          | Rol                   | Note            |
| ---- | ------------------------------ | --------------------- | --------------- |
| 2001 | Mindstorm⁠(d)                   | Preznev               |                 |
| 2002 | The Good War⁠(d)                | Frank                 |                 |
| 2003 | Antibody⁠(d)                    | Moran                 | Direct-pe-video |
| 2003 | In Hell                        | Solitary Guard        |                 |
| 2003 | Shark Zone⁠(d)                  | Billy                 | Direct-pe-video |
| 2003 | Journey to Jerusalem⁠(d)        | Goran                 |                 |
| 2005 | Raging Sharks⁠(d)               | Prim-ofițer Roosevelt | Direct-pe-video |
| 2005 | Gambit turcesc                 | Ofițer bulgar         |                 |
| 2005 | Submerged⁠(d)                   | Rollins               | Direct-pe-video |
| 2007 | The Lark Farm⁠(d)               | Giovane Turco         |                 |
| 2007 | Until Death⁠(d)                 | Agent 1               | Direct-pe-video |
| 2007 | Seamstresses                   | Misho                 |                 |
| 2009 | Spectacol mortal               | Asistent de comandă   | Direct-pe-video |
| 2009 | The Tournament⁠(d)              | Syndicate Guy         |                 |
| 2009 | The Fourth Kind                | Will Tyler            |                 |
| 2009 | Double Identity⁠(d)             | Victor Krastev        |                 |
| 2010 | Mission London⁠(d)              | Varadin Dimitrov      |                 |
| 2016 | Boyka: Undisputed⁠(d)           | Slava                 | Direct-pe-video |
| 2017 | Destinații                     | Român                 |                 |
| 2022 | In the Heart of the Machine⁠(d) | Căpitan Vekilski      |                 |
| TBA  | Triumf⁠(d)                      | Colonel Platnikov     | Filmări         |

### Televiziune
| An        | Titlu                        | Rol               | Note                          |
| --------- | ---------------------------- | ----------------- | ----------------------------- |
| 2002      | Interceptor Force 2⁠(d)       | Rebel Leader      | Film TV                       |
| 2002      | She and He⁠(d)                | Martin            | Rol principal; 103 episoade   |
| 2004      | Spartacus⁠(d)                 | Scout             | 2 episoade                    |
| 2004      | Raptor Island⁠(d)             | Rashid            | Film TV                       |
| 2004      | Darklight⁠(d)                 | Clerk             | Film TV                       |
| 2005      | Mansquito⁠(d)                 | SWAT Member       | Film TV                       |
| 2005      | Alien Siege                  | Holland           | Film TV                       |
| 2005      | A Love to Hide⁠(d)            | Johann Von Berg   | Film TV                       |
| 2005      | Path of Destruction⁠(d)       | Lab Worker #2     | Film TV                       |
| 2005      | Locusts: The 8th Plague⁠(d)   | ER Doctor         | Film TV                       |
| 2006      | Magma: Volcanic Disaster⁠(d)  | Radio Operator    | Film TV                       |
| 2006      | S.S. Doomtrooper⁠(d)          | Nazi Guard #1     | Film TV                       |
| 2006      | Dragon Dynasty⁠(d)            | Italian Soldier   | Film TV                       |
| 2007      | Reign of the Gargoyles⁠(d)    | Colonel Schrieber | Film TV                       |
| 2010–2012 | Glass Home⁠(d)                | Nikolay Zhekov    | Rol principal; 64 de episoade |
| 2012–2014 | Revolution Z                 | Nikola Savov      | Rol principal; 60 episoade    |
| 2017–2019 | Stolen Life⁠(d)               | Victor Bankov     | Rol principal; 69 episoade    |
| 2019–2020 | The Masked Singer⁠(d)         | Guest panelist    | Sezoanele 1–2                 |
| 2020–2021 | Your Face Sounds Familiar⁠(d) | Judge             | Sezoanele 8–9                 |
| 2021      | Vânătoarea Salamandrei       | Kamen Petkov      | Rol principal; 13 episoade    |